# Liste orthogonaler Koordinatensysteme
Diese Liste orthogonaler Koordinatensysteme führt orthogonale Koordinatensysteme im zwei oder dreidimensionalen euklidischen Raum auf. Das Attribut orthogonal wird für alle im Folgenden behandelten Koordinatensysteme im Stillen vorausgesetzt.
Die Tabellen enthalten folgende Spalten:
Form
Die meisten Koordinatensysteme besitzen im deutschen Sprachraum keine etablierte Bezeichnung, was auch oft im angelsächsischen Sprachraum der Fall ist. Die Angabe in der ersten Spalte soll die Koordinatenflächen charakterisieren.
Komplexe Transformation (nur bei zylindrischen Koordinatensystemen)
Zylindrische Koordinatensysteme entstehen durch Extrusion senkrecht zur xy-Ebene, die auch als komplexe Ebene von Zahlen z=x+i y mit imaginärer Einheit i2=-1 aufgefasst werden kann. Die in dieser Spalte eingetragene Holomorphe Funktion z=f(ζ) der komplexen Zahl ζ=u+i v, transformiert die Koordinatenlinien des jeweiligen Koordinatensystems winkeltreu in die Koordinatenlinien des kartesischen Koordinatensystems. Die Koordinatenlinien werden zu namensgebenden Zylindern extrudiert, die keineswegs kreisförmige oder geschlossene Querschnitte besitzen müssen.
Umrechnung
Hier wird der Zusammenhang mit den kartesischen Koordinaten angegeben. Als Funktionen werden benutzt:
- Winkelfunktionen sin, cos, tan, csc, sec, cot,
- Hyperbelfunktionen sinh, cosh, tanh, csch, sech, coth,
- Jacobische elliptische Funktionen sn, cn, dn. Die Variable u ist mit dem elliptischen Modul k und v mit dem komplementären Parameter k' assoziiert.
- Exponentialfunktionen a…, e…=exp(…)
- Logarithmusfunktionen loga, ln

Metrikkoeffizienten
Dies sind die Betragsquadrate der kovarianten Basisvektoren {\displaystyle g_{ii}:=|{\vec {g}}_{i}|^{2}} des Koordinatensystems. Deren Wurzeln sind die Metrischen Faktoren {\displaystyle h_{i}:={\sqrt {g_{ii}}}}, die in den Formeln für Skalar- und Kreuzprodukt sowie den Differentialoperatoren auftauchen.
Trennbarkeit
Hier wird angegeben, ob die Trennung der Veränderlichen in der Laplace- oder Helmholtz-Gleichung im Raum (3D) oder in der Ebene (2D) mit dem einfachen Ansatz (S) oder dem allgemeinen Ansatz (R) oder gar nicht (X) gelingt.
Durch Extrusion senkrecht zur xy-Ebene entstehen #Zylindrische Koordinaten:79ff und durch Rotation um eine in der Ebene liegende Achse #Rotierte Koordinaten.:99ff Mit Hyperlinks↓R↑Z kann gegebenenfalls vom zylindrischen Koordinatensystem zum verwandten rotierten bzw. andersherum gesprungen werden.

## Spezielle Koordinatensysteme
Diese Gruppe umfasst das Kartesische Koordinatensystem und Koordinatensysteme die weder durch Extrusion noch durch Rotation erhalten werden.
| Form              | Umrechnung | Metrikkoeffizienten | Trennbarkeit | Trennbarkeit | Trennbarkeit | Trennbarkeit |
| Form              | Umrechnung | Metrikkoeffizienten | Helmholtz    | Helmholtz    | Laplace      | Laplace      |
| Form              | Umrechnung | Metrikkoeffizienten | 3D           | 2D           | 3D           | 2D           |
| ----------------- | --- | --- | ------------ | ------------ | ------------ | ------------ |
| Kartesisch        | {\displaystyle {\begin{pmatrix}x\\y\\z\end{pmatrix}}=\mathbf {Q} {\begin{pmatrix}u\\v\\w\end{pmatrix}},} Q∈SO(3) | {\displaystyle g_{11}=g_{22}=g_{33}=1} | S            | S            | S            | S            |
| Ellipsoid, ɑ,b∈ℝ  | {\displaystyle {\begin{aligned}x=&{\sqrt {\frac {(u^{2}-a^{2})(v^{2}-a^{2})(w^{2}-a^{2})}{a^{2}(a^{2}-b^{2})}}}\\y=&{\sqrt {\frac {(u^{2}-b^{2})(v^{2}-b^{2})(w^{2}-b^{2})}{b^{2}(b^{2}-a^{2})}}}\\z=&{\frac {uvw}{ab}}\end{aligned}}} | {\displaystyle {\begin{aligned}g_{11}=&{\frac {(u^{2}-v^{2})(u^{2}-w^{2})}{(u^{2}-a^{2})(u^{2}-b^{2})}}\\g_{22}=&{\frac {(v^{2}-u^{2})(v^{2}-w^{2})}{(v^{2}-a^{2})(v^{2}-b^{2})}}\\g_{33}=&{\frac {(w^{2}-u^{2})(w^{2}-v^{2})}{(w^{2}-a^{2})(w^{2}-b^{2})}}\end{aligned}}} | S            | S            | S            | S            |
| Paraboloid, ɑ,b∈ℝ | {\displaystyle {\begin{aligned}x=&{\sqrt {\frac {4(u-a)(a-v)(a-w)}{a-b}}}\\y=&{\sqrt {\frac {4(u-b)(v-b)(b-w)}{a-b}}}\\z=&u+v+w-a-b\end{aligned}}}                                                                                     | {\displaystyle {\begin{aligned}g_{11}=&{\frac {(u-v)(u-w)}{(u-a)(u-b)}}\\g_{22}=&{\frac {(u-v)(v-w)}{(a-v)(v-b)}}\\g_{33}=&{\frac {(u-w)(v-w)}{(a-w)(b-w)}}\end{aligned}}}                                                                                                 | S            | S            | S            | S            |
| Kegel, b,c∈ℝ      | {\displaystyle {\begin{aligned}x=&{\frac {uvw}{bc}}\\y=&{\frac {u{\sqrt {(v^{2}-b^{2})(b^{2}-w^{2})}}}{b{\sqrt {c^{2}-b^{2}}}}}\\z=&{\frac {u{\sqrt {(c^{2}-v^{2})(c^{2}-w^{2})}}}{c{\sqrt {c^{2}-b^{2}}}}}\\\end{aligned}}}           | {\displaystyle {\begin{aligned}g_{11}=&1\\g_{22}=&{\frac {u^{2}(v^{2}-w^{2})}{(v^{2}-b^{2})(c^{2}-v^{2})}}\\g_{33}=&{\frac {u^{2}(v^{2}-w^{2})}{(b^{2}-w^{2})(c^{2}-w^{2})}}\end{aligned}}}                                                                                | S            | S            | S            | S            |

## Zylindrische Koordinaten
Diese Systeme entstehen durch Extrusion senkrecht zur xy-Ebene (in z-Richtung). Die dritte Koordinate ist die Höhe z über der xy-Ebene (nicht zu verwechseln mit der komplexen Zahl gleichen Namens in der Spalte Komplexe Transformation.):79ff
| Form                           | Komplexe Transformation | Umrechnung | Metrikkoeffizienten | Trennbarkeit | Trennbarkeit | Trennbarkeit | Trennbarkeit |
| Form                           | Komplexe Transformation | Umrechnung | Metrikkoeffizienten | Helmholtz    | Helmholtz    | Laplace      | Laplace      |
| Form                           | Komplexe Transformation | Umrechnung | Metrikkoeffizienten | 3D           | 2D           | 3D           | 2D           |
| ------------------------------ | --- | --- | --- | ------------ | ------------ | ------------ | ------------ |
| Polar↓R                        | {\displaystyle z=e^{\zeta }} | {\displaystyle {\begin{aligned}x=&e^{u}\cos(v)\\y=&e^{u}\sin(v)\\z=&z\end{aligned}}} | {\displaystyle {\begin{aligned}g_{11}=&g_{22}=e^{2u}\\g_{33}=&1\\\end{aligned}}} | S            | S            | S            | S            |
| Parabolisch↓R                  | {\displaystyle z={\tfrac {1}{2}}\zeta ^{2}} | {\displaystyle {\begin{aligned}x=&{\frac {u^{2}-v^{2}}{2}}\\y=&uv\\z=&z\end{aligned}}} | {\displaystyle {\begin{aligned}g_{11}=&g_{22}=u^{2}+v^{2}\\g_{33}=&1\end{aligned}}} | S            | S            | S            | S            |
| Elliptisch,↓Rx,↓Ry ɑ∈ℝ         | {\displaystyle z=a\cosh(\zeta )} | {\displaystyle {\begin{aligned}x=&a\cosh(u)\cos(v)\\y=&a\sinh(u)\sin(v)\\z=&z\end{aligned}}} | {\displaystyle {\begin{aligned}&g_{11}=g_{22}=\dots \\&=a^{2}[\cosh(u)^{2}-\cos(v)^{2}]\\&g_{33}=1\end{aligned}}}                                                                                 | S            | S            | S            | S            |
| Bipolar, ↓Rx,↓Ry ɑ∈ℝ           | {\displaystyle {\bar {z}}=a{\frac {e^{\zeta }+1}{e^{\zeta }-1}}} | {\displaystyle {\begin{aligned}x=&{\frac {a\sinh(u)}{\cosh(u)-\cos(v)}}\\y=&{\frac {a\sin(v)}{\cosh(u)-\cos(v)}}\\z=&z\end{aligned}}} | {\displaystyle {\begin{aligned}&g_{11}=g_{22}=\dots \\&={\frac {a^{2}}{[\cosh(u)-\cos(v)]^{2}}}\\&g_{33}=1\end{aligned}}}                                                                         | X            | X            | X            | S            |
| Tangierende Zylinder↓R         | {\displaystyle {\bar {z}}={\frac {1}{\zeta }}} | {\displaystyle {\begin{aligned}x=&{\frac {u}{u^{2}+v^{2}}}\\y=&{\frac {v}{u^{2}+v^{2}}}\\z=&z\end{aligned}}} | {\displaystyle {\begin{aligned}g_{11}=g_{22}=&(u^{2}+v^{2})^{-2}\\g_{33}=&1\end{aligned}}} | X            | X            | X            | S            |
| Kardioidisch↓R                 | {\displaystyle {\bar {z}}={\frac {1}{2\zeta ^{2}}}} | {\displaystyle {\begin{aligned}x=&{\frac {u^{2}-v^{2}}{2(u^{2}+v^{2})^{2}}}\\y=&{\frac {uv}{(u^{2}+v^{2})^{2}}}\\z=&z\end{aligned}}} | {\displaystyle {\begin{aligned}g_{11}=&g_{22}=(u^{2}+v^{2})^{-3}\\g_{33}=&1\end{aligned}}} | X            | X            | X            | S            |
| Hyperbel↓R                     | {\displaystyle z={\sqrt {2\zeta }}} | {\displaystyle {\begin{aligned}x=&{\sqrt {\rho +u}}\\y=&{\sqrt {\rho -u}}\\z=&z\\\rho =&{\sqrt {u^{2}+v^{2}}}\end{aligned}}} | {\displaystyle {\begin{aligned}g_{11}=&g_{22}={\frac {1}{2\rho }}\\g_{33}=&1\end{aligned}}} | X            | X            | X            | S            |
| Rosette                        | {\displaystyle {\bar {z}}={\sqrt {\frac {2}{\zeta }}}} | {\displaystyle {\begin{aligned}x=&{\frac {{\sqrt {u^{2}+v^{2}}}+u}{\sqrt {u^{2}+v^{2}}}}\\y=&{\frac {{\sqrt {u^{2}+v^{2}}}-u}{\sqrt {u^{2}+v^{2}}}}\\z=&z\end{aligned}}}                                                                  | {\displaystyle {\begin{aligned}g_{11}=&g_{22}={\frac {1}{2(u^{2}+v^{2})^{\frac {3}{2}}}}\\g_{33}=&1\end{aligned}}}                                                                                | X            | X            | X            | S            |
| Cassinische Kurve, ɑ∈ℝ         | {\displaystyle z=a{\sqrt {e^{\zeta }+1}}} | {\displaystyle {\begin{aligned}x=&a{\sqrt {\frac {e^{u+1}[1+\cos(v)]}{2}}}\\y=&a{\sqrt {\frac {e^{u+1}[1-\cos(v)]}{2}}}\\z=&z\\\rho :=&{\sqrt {e^{2u}+2e^{u}\cos(v)+1}}\end{aligned}}}                                                    | {\displaystyle {\begin{aligned}g_{11}=&g_{22}={\frac {a^{2}e^{2u}}{4\rho }}\\g_{33}=&1\end{aligned}}}                                                                                             | X            | X            | X            | S            |
| Inverse Cassinische Kurve, ɑ∈ℝ | {\displaystyle {\bar {z}}={\frac {a}{\sqrt {e^{\zeta }+1}}}} | {\displaystyle {\begin{aligned}x=&{\frac {a}{{\sqrt {2}}\rho }}{\sqrt {\rho +e^{u}\cos(v)+1}}\\y=&{\frac {a}{{\sqrt {2}}\rho }}{\sqrt {\rho -e^{u}\cos(v)-1}}\\z=&z\\\rho :=&{\sqrt {e^{2u}+2e^{u}\cos(v)+1}}\end{aligned}}}              | {\displaystyle {\begin{aligned}g_{11}=&g_{22}={\frac {a^{2}e^{2u}}{4\rho ^{3}}}\\g_{33}=&1\end{aligned}}}                                                                                         | X            | X            | X            | S            |
| Trisektrix von Maclaurin, ɑ∈ℝ  | {\displaystyle z={\frac {a}{\pi }}(1+\zeta +e^{\zeta })} | {\displaystyle {\begin{aligned}x=&{\frac {a}{\pi }}\left[1+u+e^{u}\cos(v)\right]\\y=&{\frac {a}{\pi }}\left[v+e^{u}\sin(v)\right]\\z=&z\end{aligned}}}                                                                                    | {\displaystyle {\begin{aligned}g_{11}=&g_{22}=\dots \\=&{\frac {a^{2}[e^{2u}+2e^{u}\cos(v)+1]}{\pi ^{2}}}\\g_{33}=&1\end{aligned}}}                                                               | X            | X            | X            | S            |
| Logarithmus, ɑ∈ℝ               | {\displaystyle z={\frac {2a}{\pi }}\ln(\zeta )} | {\displaystyle {\begin{aligned}x=&{\frac {a}{\pi }}\ln(u^{2}+v^{2})\\y=&{\frac {2a}{\pi }}{\rm {atan2}}(v,u)\\z=&z\end{aligned}}} | {\displaystyle {\begin{aligned}g_{11}=&g_{22}={\frac {4a^{2}}{\pi ^{2}(u^{2}+v^{2})}}\\g_{33}=&1\end{aligned}}}                                                                                   | X            | X            | X            | S            |
| periodische Spitzen, ɑ∈ℝ       | {\displaystyle z={\frac {2a}{\pi }}\ln {\big (}\tan(\zeta ){\big )}} | {\displaystyle {\begin{aligned}x=&{\frac {a}{\pi }}\ln \left({\frac {\sin(u)^{2}+\sinh(v)^{2}}{\cos(u)^{2}+\sinh(v)^{2}}}\right)\\y=&{\frac {2a}{\pi }}{\rm {atan2}}{\big (}\sinh(2v),\sin(2u){\big )}\\z=&z\end{aligned}}}               | {\displaystyle {\begin{aligned}g_{11}=&g_{22}=\dots \\=&{\frac {16a^{2}}{\pi ^{2}{\big (}\sinh(2v)^{2}+\sin(2u)^{2}{\big )}}}\\g_{33}=&1\end{aligned}}}                                           | X            | X            | X            | S            |
| periodische Schütze, ɑ∈ℝ       | {\displaystyle z={\frac {2a}{\pi }}\ln \cosh \zeta } | {\displaystyle {\begin{aligned}x=&{\frac {a}{\pi }}\ln {\big (}\cosh(u)^{2}-\sin(v)^{2}{\big )}\\y=&{\begin{array}{ll}{\frac {2a}{\pi }}{\rm {atan2}}{\big (}&\sinh(u)\sin(v),\\&\cosh(u)\cos(v){\big )}\end{array}}\\z=&z\end{aligned}}} | {\displaystyle {\begin{aligned}g_{11}=&g_{22}=\dots \\=&{\frac {a^{2}{\big (}\sinh(2u)^{2}+\sin(2v)^{2}{\big )}}{\pi ^{2}{\big (}\cosh(u)^{2}-\sin(v)^{2}{\big )}^{2}}}\\g_{33}=&1\end{aligned}}} | X            | X            | X            | S            |
| Cassinische Kurve, ɑ∈ℝ         | {\displaystyle {\bar {z}}={\frac {a}{\cosh(\zeta )}}} | {\displaystyle {\begin{aligned}x=&{\frac {a\cosh(u)\cos(v)}{\cosh(u)^{2}-\sin(v)^{2}}}\\y=&{\frac {a\sinh(u)\sin(v)}{\cosh(u)^{2}-\sin(v)^{2}}}\\z=&z\end{aligned}}}                                                                      | {\displaystyle {\begin{aligned}g_{11}=&g_{22}=\dots \\=&{\frac {a^{2}{\big (}\cosh(u)^{2}-\cos(v)^{2}{\big )}}{{\big (}\cosh(u)^{2}-\sin(v)^{2}{\big )}^{2}}}\\g_{33}=&1\end{aligned}}}           | X            | X            | X            | S            |
| Cassinische Kurve, ɑ∈ℝ         | {\displaystyle z=a\,{\rm {sn}}(\zeta ;k)} | {\displaystyle {\begin{aligned}x=&{\frac {a}{\Lambda }}\,{\rm {sn}}(u)\,{\rm {dn}}(v)\\y=&{\frac {a}{\Lambda }}\,{\rm {cn}}(u)\,{\rm {dn}}(u)\,{\rm {sn}}(v)\,{\rm {cn}}(v)\\z=&z\end{aligned}}}                                          | Metrikkoeffizienten siehe nächste Zeile. Elliptische Module siehe #Umrechnung. {\displaystyle \Lambda =1-{\rm {dn}}(u)^{2}\,{\rm {\rm {sn}}}(v)^{2}}                                              | X            | X            | X            | S            |
| Cassinische Kurve, ɑ∈ℝ         | {\displaystyle {\begin{aligned}g_{11}=&{\frac {a^{2}}{\Lambda ^{2}}}{\Big (}{\big (}{\rm {dn}}(u)^{2}+k^{2}\,{\rm {cn}}(u)^{2}{\big )}^{2}{\big (}{\rm {sn}}(u)\,{\rm {cn}}(v)\,{\rm {sn}}(v){\big )}^{2}+{\big (}{\rm {dn}}(u)\,{\rm {cn}}(u)\,{\rm {dn}}(v){\big )}^{2}{\Big )}\\g_{22}=&{\frac {a^{2}}{\Lambda ^{2}}}{\Big (}{\big (}{\rm {cn}}(v)^{2}-{\rm {sn}}(v)^{2}{\big )}^{2}{\big (}{\rm {cn}}(u)\,{\rm {dn}}(u)\,{\rm {dn}}(v){\big )}^{2}+{\big (}{k'}^{2}\,{\rm {sn}}(u)\,{\rm {cn}}(v)\,{\rm {sn}}(v){\big )}^{2}{\Big )}\\g_{33}=&1\end{aligned}}} | | |              |              |              |              |

## Rotierte Koordinaten
Diese Systeme entstehen durch Rotation der Koordinatenlinien in der xy-Ebene um eine in der Ebene liegende Achse. Die dritte Koordinate ist der Drehwinkel ψ.:99ff
| Form                        | Umrechnung | Metrikkoeffizienten | Trennbarkeit | Trennbarkeit | Trennbarkeit | Trennbarkeit |
| Form                        | Umrechnung | Metrikkoeffizienten | Helmholtz    | Helmholtz    | Laplace      | Laplace      |
| Form                        | Umrechnung | Metrikkoeffizienten | 3D           | 2D           | 3D           | 2D           |
| --------------------------- | --- | --- | ------------ | ------------ | ------------ | ------------ |
| Polar↑Z                     | {\displaystyle {\begin{aligned}x=&u\sin(v)\cos(\psi )\\y=&u\sin(v)\sin(\psi )\\z=&u\cos(\psi )\end{aligned}}}                                                                                   | {\displaystyle {\begin{aligned}g_{11}=&1\\g_{22}=&u^{2}\\g_{33}=&u^{2}\sin(v)^{2}\\\end{aligned}}}                                                                          | S            | S            | S            | S            |
| Gestreckt Sphäroid,↑Z ɑ∈ℝ   | {\displaystyle {\begin{aligned}x=&a\sinh(u)\sin(v)\cos(\psi )\\y=&a\sinh(u)\sin(v)\sin(\psi )\\z=&a\cosh(u)\cos(v)\end{aligned}}}                                                               | {\displaystyle {\begin{aligned}g_{11}=&g_{22}=\dots \\=&a^{2}[\sinh(u)^{2}+\sin(v)^{2}]\\g_{33}=&a^{2}\sinh(u)^{2}\sin(v)^{2}\end{aligned}}}                                | S            | S            | S            | S            |
| Abgeplattet Sphäroid,↑Z ɑ∈ℝ | {\displaystyle {\begin{aligned}x=&a\cosh(u)\sin(v)\cos(\psi )\\y=&a\cosh(u)\sin(v)\sin(\psi )\\z=&a\sinh(u)\cos(v)\end{aligned}}}                                                               | {\displaystyle {\begin{aligned}g_{11}=&g_{22}=\dots \\=&a^{2}[\sinh(u)^{2}+\sin(v)^{2}]\\g_{33}=&a^{2}\cosh(u)^{2}\sin(v)^{2}\end{aligned}}}                                | S            | S            | S            | S            |
| Parabolisch↑Z               | {\displaystyle {\begin{aligned}x=&uv\cos(\psi )\\y=&uv\sin(\psi )\\z=&{\frac {1}{2}}(u^{2}-v^{2})\end{aligned}}}                                                                                | {\displaystyle {\begin{aligned}g_{11}=&g_{22}=u^{2}+v^{2}\\g_{33}=&u^{2}v^{2}\end{aligned}}}                                                                                | S            | S            | S            | S            |
| Toroidal,↑Z ɑ∈ℝ             | {\displaystyle {\begin{aligned}x=&{\frac {a\sinh(u)\cos(\psi )}{\cosh(u)-\cos(v)}}\\y=&{\frac {a\sinh(u)\sin(\psi )}{\cosh(u)-\cos(v)}}\\z=&{\frac {a\sin(v)}{\cosh(u)-\cos(v)}}\end{aligned}}} | {\displaystyle {\begin{aligned}g_{11}=&g_{22}=\dots \\=&{\frac {a^{2}}{[\cosh(u)-\cos(v)]^{2}}}\\g_{33}=&{\frac {a^{2}\sinh(u)^{2}}{[\cosh(u)-\cos(v)]^{2}}}\end{aligned}}} | X            | X            | R            | R            |
| Bizylindrisch,↑Z ɑ∈ℝ        | {\displaystyle {\begin{aligned}x=&{\frac {a\sin(v)\cos(\psi )}{\cosh(u)-\cos(v)}}\\y=&{\frac {a\sin(v)\sin(\psi )}{\cosh(u)-\cos(v)}}\\z=&{\frac {a\sinh(u)}{\cosh(u)-\cos(v)}}\end{aligned}}}  | {\displaystyle {\begin{aligned}g_{11}=&g_{22}=\dots \\=&{\frac {a^{2}}{[\cosh(u)-\cos(v)]^{2}}}\\g_{33}=&{\frac {a^{2}\sin(v)^{2}}{[\cosh(u)-\cos(v)]^{2}}}\end{aligned}}}  | X            | X            | R            | R            |
| Tangierende Kugeln↑Z        | {\displaystyle {\begin{aligned}x=&{\frac {u\cos(\psi )}{u^{2}+v^{2}}}\\y=&{\frac {u\sin(\psi )}{u^{2}+v^{2}}}\\z=&{\frac {v}{u^{2}+v^{2}}}\\\end{aligned}}}                                     | {\displaystyle {\begin{aligned}g_{11}=&g_{22}=(u^{2}+v^{2})^{-2}\\g_{33}=&{\frac {u^{2}}{(u^{2}+v^{2})^{2}}}\end{aligned}}}                                                 | X            | X            | R            | R            |
| Kardioidisch↑Z              | {\displaystyle {\begin{aligned}x=&{\frac {uv\cos(\psi )}{(u^{2}+v^{2})^{2}}}\\y=&{\frac {uv\sin(\psi )}{(u^{2}+v^{2})^{2}}}\\z=&{\frac {u^{2}-v^{2}}{2(u^{2}+v^{2})^{2}}}\\\end{aligned}}}      | {\displaystyle {\begin{aligned}g_{11}=&g_{22}=(u^{2}+v^{2})^{-3}\\g_{33}=&{\frac {u^{2}v^{2}}{(u^{2}+v^{2})^{4}}}\end{aligned}}}                                            | X            | X            | R            | R            |
| Hyperboloid↑Z               | {\displaystyle {\begin{aligned}x=&{\sqrt {\rho +u}}\cos(\psi )\\y=&{\sqrt {\rho +u}}\sin(\psi )\\z=&{\sqrt {\rho -u}}\\\rho =&{\sqrt {u^{2}+v^{2}}}\end{aligned}}}                              | {\displaystyle {\begin{aligned}g_{11}=&g_{22}={\frac {1}{2\rho }}\\g_{33}=&\rho +u\end{aligned}}}                                                                           | X            | X            | X            | X            |